# 馬賴斯薩林鎮區 (阿肯色州阿什利縣)
馬賴斯薩林鎮區（英語：Marais Saline Township）是位於美國阿肯色州阿什利縣的一個行政鎮區。

## 地方資料
馬賴斯薩林鎮區的面積為117.32平方千米，當中陸地面積為109.19平方千米，而水域面積為8.13平方千米。根據2010年美國人口普查的數據，當地共有人口165人，而人口密度為每平方千米1.41人。